# Quinta Brunson

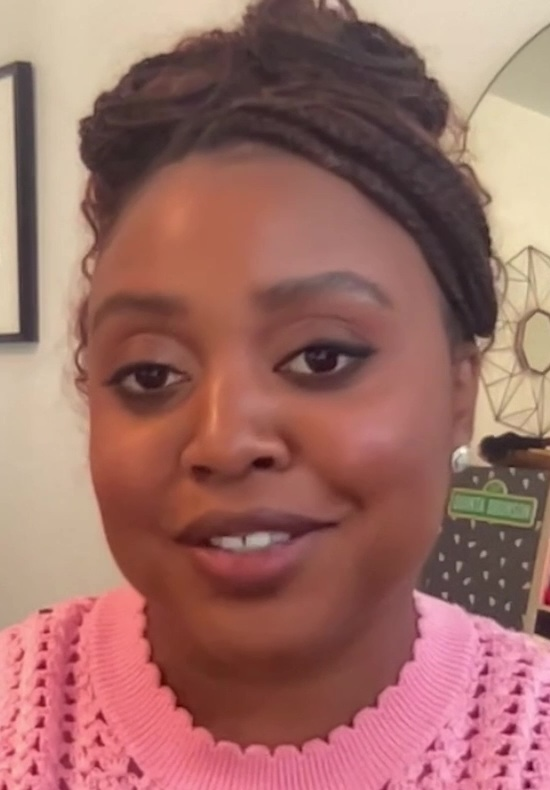
Quinta Brunson, 2023

Quinta Brunson (* 21. Dezember 1989) ist eine US-amerikanische Drehbuchautorin, Produzentin und Schauspielerin. Brunson ist vor allem im Bereich der Comedy-Serien tätig und feierte als Schöpferin der Serie Abbott Elementary große Erfolge.

## Leben
Brunson stammt aus West Philadelphia, Pennsylvania, wo sie als jüngstes von fünf Kindern aufwuchs. Brunsons Mutter Norma arbeitete als Lehrerin und unterrichtete ihre Tochter auf Kindergarten-Ebene, die im US-amerikanischen Schulsystem den Elementary Schools angegliedert ist. So besuchte Brunson nach Abschluss des Kindergartens auch weitere fünf Jahre die Schule, an der ihre Mutter unterrichtete. Die Berufserfahrung ihrer Mutter, die Brunson jahrelang von Nahem miterlebte, diente als spätere Inspiration bei der Entwicklung der Serie Abbott Elementary über eine Gruppe von Lehrkräften an einer öffentlichen Schule in Philadelphia.
Brunson studierte Marketing und Business an der Temple University, beendete ihr Studium aber bevor sie einen Abschluss ablegen konnte. Noch während ihres Studiums nahm Brunson Improvisationsunterricht bei der Theatergruppe The Second City in Chicago. Nach einem Semester Pause von ihren Universitätsstudien, in dem sie weitere Kurse im Los-Angeles-Zweig der Theatergruppe besuchte und auch als Styling-Assistentin für Elle, Produktionsassistentin bei einem Musikvideo und Assistentin bei der Sketch-Serie Key & Peele tätig war, brach Brunson schließlich ihr Studium ab.
Nach Abbruch ihres Studiums verlegte Brunson ihren Wohnort 2013 nach Los Angeles, wo sie zunächst in einer Apple Genius Bar arbeitete und dort für die Reparatur von iPhones zuständig war.
Brunson war mit Kevin Jay Anik, einem Verkaufsleiter, verheiratet. Das Paar verlobte sich 2020 und heiratete 2021. 2025 gab das Paar seine Trennung bekannt.

## Karriere
Erste öffentliche Aufmerksamkeit erregte Brunson ab 2014 mit The Girl Who's Never Been On A Nice Date, eine Serie von Comedy-Clips, die auf Instagram veröffentlicht wurde. Auf diese Produktionen wurde auch die Plattform Buzzfeed aufmerksam, für deren YouTube-Kanal Brunson ab 2014 mehrere Videos produzierte und darin auch vor der Kamera zu sehen war. Ihre zunächst als Künstlerresidenz angelegte Zusammenarbeit mit Buzzfeed entwickelte sich aufgrund des großen Erfolgs zur kontinuierlichen Kollaboration, die bis 2018 andauerte. Parallel zur Produktion ihrer Online-Videos entwickelte Brunson auch eigene Stand-up-Programme.
In den Jahren 2016 und 2017 kreierte Brunson die Webserien Up for Adoption, Broke und Quinta vs. Everything. 2017 war Brunson eine von „30 unter 30“-Persönlichkeiten im Bereich Hollywood & Entertainment, die jährlich vom Forbes Magazine ausgezeichnet werden. Ihren Durchbruch in den USA feierte Brunson schließlich 2019 in der fürs Fernsehen produzierten Sketch-Serie A Black Lady Sketch Show, in deren erster Staffel sie als festes Ensemble-Mitglied zu sehen war.
Seit 2021 entwickelt Brunson die Comedy-Serie Abbott Elementary, die erstmals in den USA bei ABC ausgestrahlt wurde. Für ihre Rolle als Schöpferin, Executive Producerin, Autorin und Cast-Mitglied wurde Brunson mit mehreren Preisen ausgezeichnet, u. a. zwei Emmy Awards, einem Golden Globe sowie die Nennung als eine von 100 einflussreichsten Persönlichkeiten des Jahres 2022 auf der jährlichen Liste des Time Magazines.
2021 veröffentlichte Brunson She Memes Well, eine Sammlung von autobiografischen Essays.

## Filmografie (Auswahl)
- 2016: Broke (Webserie); Schöpferin und Ausführende Produzentin
- 2017: Up For Adoption (Webserie); Schöpferin und Ausführende Produzentin
- 2017: Quinta vs. Everything (Webserie); Schöpferin und Ausführende Produzentin
- 2019: A Black Lady Sketch Show (Sketch-Serie); Ensemble-Mitglied in Staffel 1, Gastrolle in Staffel 3
- 2019–2021: Lazor Wulf (Fernsehserie); Synchronsprecherin und Autorin
- seit 2021: Abbott Elementary (Fernsehserie); Schöpferin, Schauspielerin, Ausführende Produzentin und Autorin
- 2022: Weird: Die Al Yankovic Story (Weird: The Al Yankovic Story) (Spielfilm); Schauspielerin
- 2023: Harley Quinn (Fernsehserie, Stimme, 1 Folge)
- 2023: Party Down (Fernsehserie, 1 Folge)
- 2023: Die verrückte Geschichte der Welt, Teil II (History of the World: Part II, Miniserie, 1 Folge)

## Auszeichnungen (Auswahl)
Primetime Emmy Awards
- 2022: Auszeichnung für Bestes Drehbuch einer Comedy-Serie für Abbott Elementary
- 2022: Nominierung für Beste Comedy-Serie für Abbott Elementary
- 2022: Nominierung für Beste Hauptdarstellerin in einer Comedy-Serie für Abbott Elementary
- 2023: Auszeichnung für Beste Hauptdarstellerin in einer Comedy-Serie für Abbott Elementary

Golden Globe Awards
- 2023: Auszeichnung für Beste Schauspielerin in einer TV-Serie – Comedy oder Musical für Abbott Elementary

Independent Spirit Awards
- 2023: Auszeichnung für Beste Performance in einer neuen geskripteten Serie für Abbott Elementary

Producers Guild of America Awards
- 2023: Nominierung für Beste Produzentenleistung bei einer Comedy-Serie für Abbott Elementary

Screen Actors Guild Awards
- 2023: Nominierung für Beste Schauspielerin in einer Comedy-Serie für Abbott Elementary
- 2023: Auszeichnung für Bestes Ensemble in einer Comedy-Serie für Abbott Elementary

Streamy Award
- 2017: Nominierung für Bestes Schauspiel in einer Comedy für Broke

Time 100
- 2022: Ausgezeichnet als eine der einflussreichsten Persönlichkeiten des Jahres in der Sparte Artists[15]

Writers Guild of America Award
- 2023: Nominierung in der Kategorie Comedy-Serie für Abbott Elementary
- 2023: Nominierung in der Kategorie Neue Serie für Abbott Elementary